# Фортън (Стафордшър)
Фортън (на английски: Forton) е село в графство Стафордшър, Англия. Населението на селото е 294 жители (по приблизителна оценка от юни 2017 г.).

## Население
Населението на селото е 294 жители (по приблизителна оценка от юни 2017 г.). От тях 53,7 % мъже и 46,3 % жени. 14,3 % са под 16 години, 58,5 % са между 16 и 64, а 27,2 % са над 64 години.

### Етнически състав
Според етническата си принадлежност 98,7 % от жителите на селото са бели а 1,3 % от друг произход. По-голямата част (84,9%) са родени в Обединеното кралство.

### Религия
Християни са 79,6% от населението, 19,7 % са атеисти.